# Палезо (кантон)
Палезо́ (фр. Palaiseau) — кантон у Франції, в департаменті Ессонн регіону Іль-де-Франс.

## Склад кантону
Кантон включає в себе 2 муніципалітети:
| Муніципалітет | Площа | Населення, осіб | Рік  |
| ------------- | ----- | --------------- | ---- |
| Іньї          | 3,82  | 10208           | 2007 |
| Палезо        | 11,51 | 30149           | 2007 |

## Консули кантону
| Період    | Консул                    | Посада                                      |
| --------- | ------------------------- | ------------------------------------------- |
| 1961—1994 | Robert Vizet              | Сенатор                                     |
| 1994—2001 | Jacques Allain            | Мер муніципалітету Палезо                   |
| 2001—2008 | Catherine Poutier-Lombard | Секретар ради департаменту                  |
| 2008—2014 | Claire Robillard          | Перший заступник мера муніципалітету Палезо |

| Франція | Це незавершена стаття з географії Франції. Ви можете допомогти проєкту, виправивши або дописавши її. |